# Tomocerus wilkeyi
Tomocerus wilkeyi är en urinsektsart som beskrevs av Christiansen 1965. Tomocerus wilkeyi ingår i släktet Tomocerus och familjen långhornshoppstjärtar. Inga underarter finns listade i Catalogue of Life.